# Samuel Armenteros
Kristian Samuel Armenteros Nunez Jansson (Gotemburgo, Suecia, 27 de mayo de 1990) es un futbolista sueco. Juega de delantero y su equipo es el Shenzhen Peng City F. C. de la Superliga de China.

## Trayectoria
Armenteros nació en Suecia, producto de un padre cubano y una madre sueca.[cita requerida] A los 16 años se mudó a los Países Bajos donde ingresó al plantel juvenil del SC Heerenveen, y finalmente en 2008 al equipo titular. Sin embargo, no llegó a debutar en la primera división de aquel club, y en 2009 fue transferido al Heracles Almelo, donde finalmente debutó y fue considerado una promesa.
En mayo de 2011, Armenteros manifestó sus deseos de jugar en el F. C. Barcelona y textualmente dijo "odiar al Real Madrid" en un reportaje de Voetbal International.

## Selección nacional
Ha sido internacional con la selección de fútbol de Suecia sub-17, sub-19 y sub-21, dando un total de trece partidos y un gol.

## Clubes
| Club                         | País           | Año       |
| ---------------------------- | -------------- | --------- |
| S. C. Heerenveen             | Países Bajos   | 2008-2009 |
| Heracles Almelo              | Países Bajos   | 2009-2013 |
| R. S. C. Anderlecht          | Bélgica        | 2013-2015 |
| Feyenoord Rotterdam (cedido) | Países Bajos   | 2013-2014 |
| Willem II (cedido)           | Países Bajos   | 2014-2015 |
| F. K. Qarabağ                | Azerbaiyán     | 2015-2016 |
| Heracles Almelo              | Países Bajos   | 2016-2017 |
| Benevento Calcio             | Italia         | 2017-2020 |
| Portland Timbers (cedido)    | Estados Unidos | 2018      |
| F. C. Crotone (cedido)       | Italia         | 2020      |
| Fujairah F. C.               | EAU            | 2020-2021 |
| Heracles Almelo              | Países Bajos   | 2022-2023 |
| Al-Kholood Club              | Arabia Saudita | 2023-2024 |
| Shenzhen Peng City F. C.     | China          | 2024-     |

## Palmarés

### Campeonatos nacionales
| Título                   | Club             | País         | Año  |
| ------------------------ | ---------------- | ------------ | ---- |
| Copa de los Países Bajos | S. C. Heerenveen | Países Bajos | 2009 |